# لشکر ۸۵ پیاده (ایالات متحده آمریکا)
لشکر ۸۵ پیاده (انگلیسی: 85th Infantry Division) لشکر پیاده‌نظام نیروی زمینی ایالات متحده آمریکا است، که در سال ۱۹۱۷ تأسیس شد.
لشکر ۸۵ پیاده یک لشکر پیاده‌نظام ارتش ایالات متحده در جنگ جهانی اول و جنگ جهانی دوم بود. در حال حاضر به عنوان فرماندهی ۸۵ پشتیبانی در ذخیره نیروی زمینی ایالات متحده آمریکا فعالیت می‌کند.